# Berenike
Berenike (Oudgrieks: Βερενίκη; Arabisch: برنيس / Barnīs), ook bekend als Berenice Troglodytica en Baranis, was een antieke zeehaven aan de Egyptische kust van de Rode Zee. De moderne naam van de plek is Medinet-el Haras. Ze ligt ongeveer 825 km zuidwaarts van Suez en 260 km ten oosten van Aswan. 

## Stichting
De haven, in 275 v.Chr. gesticht door Ptolemaios II Filadelfos, kreeg de naam van diens moeder Berenike I van Egypte. De belangrijkste reden voor de aanleg was dat de Ptolemaeën olifanten nodig hadden voor hun oorlogen met de Seleukiden, die de aanvoer van Indische olifanten hadden afgesneden. Vanwege het gevaar voor piraten en koraalriffen op de vaarroute werd Berenike zo zuidelijk mogelijk aangelegd. De olifanten uit Ethiopië en Soedan werden uitgeladen in de haven en vervolgden hun reis door de woestijn naar de Nijlvallei. 
Berenike lag aan de Onreine Baai (Ακάθαρτος κόλπος bij Strabo) en werd beschut tegen de noordenwinden door het schiereiland Ras Benas (Lepte Extrema) en door het eiland Ofiodes (Ὀφιώδης νήσος), dat rijk was aan topaas. Naast bescherming tegen de vervaarlijke stromingen van de Rode Zee was ook de aanwezigheid van zoet water doorslaggevend voor de keuze van de locatie.

## Geschiedenis
Berenike was vrij beroemd en welvarend in de oudheid. De stad is beschreven door geografen als Strabo, Plinius de Oudere (6.23-33) en Stefanos van Byzantium. Het was door een woestijnroute verbonden met Koptos (nu Qift) op de Nijl. De weg was 258 Romeinse mijlen lang en werd afgelegd in elf dagreizen. De karavanen overnachtten in uitspanningen (hydreumata) waar water en beschutting voorhanden was. Deze halteplaatsen zijn opgesomd door Plinius (6.23.26) en in het Itinerarium Antonini. Van verschillende stations vond Belzoni sporen terug (Travels, vol. II, p. 35). 
In de Romeinse tijd groeide Berenike uit tot een belangrijk emporium voor de handel met Azië. Kruiden, mirre, wierook, parels en textiel werden aangevoerd uit India en Arabië met bestemming Alexandrië en Rome. Deze handel is beschreven in de Periplus van de Erythreïsche Zee uit de 1e eeuw van onze jaartelling. In het jaar 137 werd Berenike door de Via Hadriana verbonden met Antinoöpolis aan de Nijl.  
Meestal wordt aangenomen dat de turbulentie van de 3e eeuw een einde heeft gemaakt aan de langeafstandshandel. In de 4e eeuw was Berenike opnieuw actief, maar na de 6e eeuw werd de stad definitief verlaten.

## Opgravingen
In 1818 werden de ruïnes van Berenike gevonden door Giovanni Battista Belzoni op de plek die eerder was aangegeven door d'Anville. De haven is grotendeels opgevuld en is alleen bereikbaar met kleine vaartuigen. De belangrijkste ruïne is een tempel in Egyptische stijl waarop de naam van keizer Tiberius vermeld is.  
Opgravingen vanaf 1994 brachten talrijke sporen aan het licht van de handel met de Malabarkust. Ook zijn er skeletten gevonden van Tamils en mensen uit Jaffna. Aan de zuidkant werd in 2019 een 2300 jaar oud fort ontdekt dat gebruikt werd voor de oorspronkelijke functie van Berenike, de handel in krijgsolifanten uit Oost-Afrika.
In 2023 werd op de site een Buddhabeeld gevonden, het eerste ten westen van Afghanistan.